# Kadahemmige, Krishnarajpet
Kadahemmige là một làng thuộc tehsil Krishnarajpet, huyện Mandya, bang Karnataka, Ấn Độ.